# Jacques Blois
Pour les articles homonymes, voir Faucher et Blois (homonymie).
Jacques Blois, nom de plume de Jacques Faucher, né le 26 mars 1922 à Bonn et mort le 15 mai 2010 à Draguignan, est un écrivain français, auteur de roman d'aventures, de roman policier et de roman d'espionnage.

## Biographie
Pilier des éditions du Fleuve noir, il publie en 1967 son premier roman Deux tigresses dans un moteur dans la collection L'Aventurier, une collection de romans d'aventures. Tout en continuant jusqu'en 1972 à écrire vingt-quatre romans pour cette collection, il fait paraître en 1969, Panique en sous-bois dans la collection Spécial Police. Pour cette collection, il écrit vingt romans policiers jusqu'en 1983.
En 1973, le Fleuve noir ayant lancé une collection de romans d'espionnage, Espiomatic, il crée le personnage Laspie de Ruz dit Le Conch, héros d'une série de huit romans.

## Œuvre

### Romans

#### Dans la collection L'Aventurier
- Deux tigresses dans un moteur, no 123 (1967)
- Repens-toi, panthère !, no 124 (1967)
- La Foire à la ferraille, no 126 (1967)
- Retour à l'expéditeur, no 129 (1967)
- La Marotte de dame Marouatte, no 131 (1967)
- Gymnastique suédoise, no 132 (1967)
- Cure sans sommeil, no 135 (1968)
- Le Pool aux œufs d'or, no 137 (1968)
- Le Cheval de proie, no 139 (1968
- Poivre, Sel et Piments, no 142 (1968)
- À contre-carats, no 145 (1968)
- À tire d'huile, no 147 (1969)
- Bal en berne, no 150 (1969)
- Voyage sans horizons, no 152 (1969)
- Voltige en Haute-Adige, no 154 (1969)
- Vampé, le vampire, no 159 (1970)
- Le Bénitier du diable, no 162 (1970)
- Le Radeau des médusés, no 167 (1970)
- Trident aux dents, no 169 (1971)
- Le Signe du trèfle, no 173 (1971)
- Paradis, part à deux, no 177 (1971)
- Pot aux pruneaux, no 181 (1972)
- De l'or dans l'aile, no 184 (1972)
- À cloche-cheval, no 189 (1972)

#### Dans la collectionSpécial Police
- Panique en sous-bois, no 732 (1969)
- Une bien belle affiche, no 779 (1970)
- Qui trop embrase, no 817 (1970)
- Le Gobe souris, no 866 (1971)
- À brûle chassis, no 899 (1971)
- Blouson à redorer, no 924 (1972)
- La mort vient en jouant, no 949 (1972)
- Au clair de la mort, no 992 (1972)
- Je tue pour toi, no 1029 (1973)
- Quand tout s'effiloche, no 1046 (1973)
- Escalade pour un voyou, no 1078 (1973)
- Trois pieds dans une tombe, no 1388 (1978)  (ISBN 2-265-00559-2)
- Trop heureux pour être honnête, no 1405 (1978)
- Taxi tire lires, no 1442 (1978)  (ISBN 2-265-00784-6)
- Le Gros, le Grand et la Pagaille, no 1544 (1980)  (ISBN 2-265-01209-2)
- … Appelez-moi Victoire !, no 1588 (1980)  (ISBN 2-265-01387-0)
- Silence ! On tourne… mal, no 1609 (1981)  (ISBN 2-265-01458-3)
- Les Mains au feu, no 1655 (1981)  (ISBN 2-265-01668-3)
- Un éphémère chez les books, no 1694 (1982)  (ISBN 2-265-01865-1)
- Trois belles, trois méchants, trois flics, no 1799 (1983)  (ISBN 2-265-02208-X)

#### Dans la collection Espiomatic

##### SérieLes Aventures du Conch
- Le Conch frappe les trois coups, no 17 (1973)
- Le Conch joue à la balle, no 19 (1973)
- Le Conch, 8e Plaie d'Égypte, no 21 (1974)
- Tap-Tap Conch, no 23 (1974)
- Le Conch ne fait pas de fleur, no 25 (1974)
- Spécial pétrole, Conch !, no 27 (1974)
- Le Conch au carnaval des anges, no 30 (1974)
- Pépites en rafales, no 43 (1975)

## Sources
: document utilisé comme source pour la rédaction de cet article.
- Claude Mesplède (dir.), Dictionnaire des littératures policières, vol. 1 : A - I, Nantes, Joseph K, coll. « Temps noir », 2007, 1054 p. (ISBN 978-2-910-68644-4, OCLC 315873251), p. 243